# Nat Geo People
National Geographic People, antes conocido como Adventure One y más tarde como Nat Geo Adventure es parte de los canales de TV de suscripción de National Geographic Society y The Walt Disney Company. Su eslogan es "atrévete a explorar", inició 	el 1 de enero de 1994 y en China el 1 de noviembre de 1999 y su único idioma es el inglés. Se dirige más a la audiencia juvenil por ofrecer una programación en torno a la aventura al aire libre, viajes y las historias que involucren a gente exploradora.
Australia, Asia, Medio oriente y Europa mantuvo el uso del canal, sin embargo, el Reino Unido, decidió sustituirlo por Nat Geo Wild.
En 2010, Nat Geo Adventure lanzó su canal de alta definición Nat Geo Adventure HD en Asia a través del satélite AsiaSat 5.
El 30 de septiembre de 2013 se anunció que a principios de 2014 Nat Geo Adventure sería reemplazado por Nat Geo People, un canal enfocado más al público femenino.